# Génolhac
Génolhac é uma comuna francesa na região administrativa de Occitânia, no departamento de Gard. Estende-se por uma área de 17,30 km². Em 2010 a comuna tinha 853 habitantes (densidade: 49,3 hab./km²).